# Centropogon pichinchensis
Centropogon pichinchensis är en klockväxtart som beskrevs av Alexander Zahlbruckner. Centropogon pichinchensis ingår i släktet Centropogon och familjen klockväxter. Inga underarter finns listade i Catalogue of Life.